# Hunted
Hunted es una serie dramática de la televisión británica transmitida del 4 de octubre de 2012 hasta el 22 de noviembre del 2012 en BBC One en el Reino Unido y en los Estados Unidos en Cinemax.
La serie fue creada por Frank Spotnitz y contó con la participación invitada de actores como: Richard Dormer, Uriel Emil, Meera Syal, Rob Jarvis, Richard Lintern, entre otros...
El 14 de noviembre de 2012 se anunció que la BBC había decidido no renovar la serie para una segunda temporada, sin embargo informaron que la cadena Cinemax estaba buscando realizar una segunda temporada pero sin la asociación de la BBC.

## Historia
Samantha "Sam" Hunter, es una agente de espionaje que trabaja para "Byzantium", una agencia privada de inteligencia.
Sam está esperando un bebé con su compañero Aidan Marsh, cuando sufre un atentado en contra de su vida, después de sobrevivir comienza a sospechar que los responsables del atentado habían sido miembros de la agencia para la que trabaja.
Después de recuperarse y volver al servicio activo Sam vuelve a trabajar como incógnito de niñera, sin saber quien intentó matarla ni en quien puede confiar. Poco a poco se hace evidente que el atentado contra su vida está ligado a un acontecimiento horrible de su infancia.
Finalmente Sam descubre que los responsables de su atentado habían sido miembros de la compañía Polyhedrus. Rupert Keel y Deacon Crane unieron sus habilidades para salvarla y al final logran fingir su muerte y Sam se muda a Escocia para vivir en la casa de su madre, cuando llega ahí, Sam se reúne con su bebé (quien había sobrevivido al atentado que Sam había sufrido al inicio).

## Personajes

### Personajes Principales
| Actor                    | Personaje             | Ocupación                                      | N.º de episodios | Duración |
| ------------------------ | --------------------- | ---------------------------------------------- | ---------------- | -------- |
| Melissa George           | Samantha "Sam" Hunter | Agente Encubierto de "Byzantium"               | 8                | 2012     |
| Adam Rayner              | Aidan Marsh           | Agente de "Byzantium"                          | 8                | 2012     |
| Stephen Dillane          | Rupert Keel           | Agente                                         | 8                | 2012     |
| Adewale Akinnuoye-Agbaje | Deacon Crane          | Agente de "Byzantium" & ex-Navy SEAL           | 8                | 2012     |
| Lex Shrapnel             | Ian Fowkes            | Agente de "Byzantium" & ex-Marine              | 8                | 2012     |
| Morven Christie          | Zoe Morgan            | Agente de "Byzantium" (Logística & Planeación) | 8                | 2012     |

### Personajes Recurrentes
| Actor                  | Personaje             | Ocupación | N.º de episodios | Duración |
| ---------------------- | --------------------- | --------- | ---------------- | -------- |
| Stephen Campbell Moore | Stephen Turner        | -         | 8                | 2012     |
| Oscar Kennedy          | Edward "Eddie" Turner | -         | 8                | 2012     |
| Patrick Malahide       | Jack Turner           | -         | 8                | 2012     |
| Tom Beard              | Bingham               | -         | 8                | 2012     |
| David Sterne           | Dave Ryder            | -         | 6                | 2012     |
| Indira Varma           | Natalie Thorpe        | -         | 5                | 2012     |
| Dhaffer L'Abidine      | Bernard Faroux        | -         | 4                | 2012     |
| Dermot Crowley         | George Ballard        | -         | 2                | 2012     |

## Episodios
La serie contó con una temporada compuesta por ocho episodios.

## Premios y nominaciones
| Año  | Categoría                                                                        | Premio                   | Nominado (a)                                  | Resultado |
| ---- | -------------------------------------------------------------------------------- | ------------------------ | --------------------------------------------- | --------- |
| 2013 | Outstanding Achievement in Cinematography in One-Hour Episodic Television Series | ASC Award                | Balazs Bolygo                                 | Ganó      |
| 2013 | Best Digital Marketing (2.º. Lugar)                                              | Key Art Award            | Home Box Office (HBO) & Campfire              | Ganó      |
| 2013 | Best Photography and Lighting: Fiction                                           | BAFTA TV Award           | Balazs Bolygo                                 | Nominado  |
| 2013 | Best Tape and Film Editing: Drama                                                | RTS Craft & Design Award | Liana Del Giudice & Kudos Film and Television | Nominados |

## Producción
La serie fue creada y escrita por Frank Spotnitz y producida "Kudos Film and Television" y "Big Light Productions" para la BBC.
En junio del 2013 se reportó que Spotnitz estaba desarrollando un spin-off el cual estuviera centrado en el personaje de Sam.